# Steinbach (Vilicher Bach)
Der Steinbach ist ein rechter Zufluss des Mühlenbachs in Bonn, Stadtbezirk Beuel. Seine Gesamtlänge beträgt 1,45 Kilometer, sein Einzugsgebiet umfasst 20 Hektar.

## Verlauf
Der Steinbach entsteht an der Ortsgrenze von Holzlar gegen den zu Sankt Augustin gehörenden Stadtbezirk Hangelar am Rande des Naturschutzgebietes „Nasswiesen und Bruchwald Kohlkaul“. Das Gewässer fließt in südwestliche Richtung ab und mündet bei Bechlinghoven in den Vilicher Bach, der in diesem Abschnitt als „Mühlenbach“ bezeichnet wird.

## Charakteristik
Der Steinbach durchquert größtenteils Siedlungsgebiet und zeigt sich daher in weiten Teilen als ein nur mäßig naturnahes und überwiegend ausgebautes Gewässer. Rund 120 Meter der Fließstrecke sind verrohrt. Im Oberlauf durchquert der Steinbach jedoch auch geschützte Fläche sowie land- und forstwirtschaftliches Nutzgebiet. Der Bach wird durchgehend der Gewässergüteklasse III zugeordnet, was einer starken Verschmutzung entspricht. Grund hierfür sind unter anderem Einleitungen von Niederschlags- und Drainagewasser sowie von vorgereinigtem Schmutzwasser. Die normale Abflussmenge des Steinbaches beträgt 0–3 Liter pro Sekunde, bei Hochwasser beträgt die maximale Abflussmenge 400 l/s.

## Nebengewässer
Der Steinbach verfügt über einen rund 0,64 km langen ehemaligen Nebenlauf, der nach Ausbau als Grüngestaltungselement in einem Wohngebiet erhalten geblieben, jedoch nicht mehr mit dem Steinbach verbunden ist. Dieses Gewässer, das im Bachentwicklungsplan der Stadt Bonn als „Namenloser Bach an der Vogelweide“ bezeichnet wird, entsteht im Stadtteil Holzlar des Bonner Stadtbezirks Beuel auf Höhe der Straße „Am Tiergarten“ und fließt dem Verlauf der Straße „An der Vogelweide“ folgend in westliche Richtung ab. Nachdem diese Straße in den Finkenweg eingemündet ist, folgt das Gewässer diesem Weg in nördliche Richtung und mündet schließlich in ein Standgewässer, das sich auf Höhe der Einmündung des Finkenwegs in die Kautexstraße befindet. Nur wenige Meter nördlich des volksmundlich als „Kautexweiher“ bezeichneten Mündungsgewässers befindet sich das Naturschutzgebiet „Feuchte Grünlandbrachen und Mähweiden Kohlkaul“, während westlich das Betriebsgelände des Automobilzulieferers Kautex Textron angrenzt.
Der Namenlose Bach an der Vogelweide ist auf einer Länge von 340 Metern und somit über mehr als die Hälfte seiner Fließstrecke verrohrt. Im Bereich der Offenlage gleicht das Gewässer einem Straßenbegleitgraben. Er besitzt nur eine schwache Naturnähe. Die normale Abflussmenge ist mit 0 bis 2 l pro Sekunde sehr gering, kann jedoch bei Hochwasser auf bis zu 80 l/s ansteigen.